# Метезо, Луи
Луи Метезо́ (фр. Louis Métezeau; 1560 Дрё — 18 августа 1615, Париж, Иль-де-Франс) — французский архитектор. Сын Тибо Метезо (Thibault Métezeau), брат Клемана Метезо (Clément II Métezeau) и племянник Жана Метезо (Jean Métezeau).

## Биография
Был первым королевским архитектором Генриха IV. Начал строительство Большой галереи Лувра и в 1612 году создал планировку в виде «каре» Королевской площади (позднее: площадь Вогезов) в Париже.